# البطولة العربية للأندية الفائزة بالكؤوس 1994
البطولة العربية للأندية الفائزة بالكؤوس 1994 هي النسخة الخامسة من البطولة العربية للأندية الفائزة بالكؤوس التي أقيمت في القاهرة، مصر من 10 إلى 19 مارس 1994. مثلت الفرق الدول العربية في أفريقيا وآسيا. فاز الأهلي المصري بالبطولة للمرة الأولى في تاريخه، على حساب الشباب السعودي.

## مرحلة المجموعات

### المجموعة 1
| المجموعة A    | المجموعة A  | المجموعة A | المجموعة A | المجموعة A | المجموعة A | المجموعة A | المجموعة A | المجموعة A | المجموعة A | المجموعة A |
| ------------- | ----------- | ---------- | ---------- | ---------- | ---------- | ---------- | ---------- | ---------- | ---------- | ---------- |
| لعب           | الفريق      | البلد      | لعب        | فاز        | تعادل      | خسر        | له         | عليه       | النقاط     |            |
| الأهلي        | Al Ahly     | مصر        | 3          | 3          | 0          | 0          | 6          | 1          | 9          |            |
| مستقبل المرسى | AS Marsa    | تونس       | 3          | 1          | 1          | 1          | 7          | 4          | 4          |            |
| العربي        | Al Arabi SC | قطر        | 3          | 1          | 1          | 1          | 2          | 4          | 4          |            |
| الفيصلي       | Al Faisaly  | الاردن     | 3          | 0          | 0          | 3          | 1          | 7          | 0          |            |

### المجموعة 2
| المجموعة B                              | المجموعة B              | المجموعة B | المجموعة B | المجموعة B | المجموعة B | المجموعة B | المجموعة B | المجموعة B | المجموعة B | المجموعة B |
| --------------------------------------- | ----------------------- | ---------- | ---------- | ---------- | ---------- | ---------- | ---------- | ---------- | ---------- | ---------- |
| لعب                                     | الفريق                  | البلد      | لعب        | فاز        | تعادل      | خسر        | له         | عليه       | النقاط     |            |
| الشباب                                  | Al Shabab               | السعودية   | 3          | 3          | 0          | 0          | 4          | 0          | 9          |            |
| الأولمبيك البيضاوي (جمعية الحليب سابقا) | OC Olympique Casablanca | المغرب     | 3          | 2          | 2          | 1          | 9          | 3          | 6          |            |
| القادسية                                | AlQadsia                | الكويت     | 3          | 1          | 0          | 2          | 6          | 5          | 3          |            |
| شباب رفح                                | Al Faisaly              | فلسطين     | 3          | 0          | 0          | 3          | 0          | 11         | 0          |            |